# Anthe (měsíc)
Anthe (nebo Saturn XLIX) je malý přirozený měsíc planety Saturn. Jeho oběžná dráha leží mezi oběžnými drahami měsíců Mimas a Enceladus. Objeven byl 30. května 2007 vědeckou skupinou Cassini Imaging Science Team, po svém objevení dostal dočasný název S/2007 S 4. Měsíc je nazván po jedné ze sedmi dcer Alkyneuda, Anthe (v překladu z z řečtiny toto jméno znamená květinový).
Pohyb měsíce Anthe je viditelně ovlivňován dráhovou rezonancí mnohem většího měsíce Mimas. Důsledkem jsou výchylky délky hlavní poloosy jeho oběžné dráhy přibližně o 20 km v průběhu 2 let. Malá vzdálenost od oběžných drah měsíců Pallene a Methone může naznačovat jejich příbuznost k jedné skupině.